# ザ・ワーズ 盗まれた人生
『ザ・ワーズ 盗まれた人生』（ - ぬすまれたじんせい、The Words）は、2012年のアメリカ合衆国のドラマ映画。監督・脚本はブライアン・クラグマンとリー・スターンサール。

## キャスト
※括弧内は日本語吹替
- ロリー・ジャンセン - ブラッドリー・クーパー

「ザ・ワーズ」の主人公の作家。
- ドラ・ジャンセン - ゾーイ・サルダナ（古川玲）

ロリーの妻。
- クレイ・ハモンド - デニス・クエイド

「ザ・ワーズ」の作者。
- ダニエラ - オリヴィア・ワイルド

クレイに近づいた女性。
- 年老いた男 - ジェレミー・アイアンズ

「窓辺の涙」の真の作者。
- 若い男 - ベン・バーンズ

「窓辺の涙」の主人公（のモデル）。
- ロリーの父親 - J・K・シモンズ

会社の経営者。
- リチャード・フォード - ジョン・ハナー

クレイの代理人。
- セリア - ノラ・アルネゼデール

「若い男」の妻。
- カトラー - ジェリコ・イヴァネク

ロリーの代理人。
- ネルソン・ワイリー - マイケル・マッキーン

ロリーに文芸奨励賞を授与。

## 製作
2011年6月7日にカナダのモントリオールで撮影が開始された。

## 公開
2012年のサンダンス映画祭でワールド・プレミアが行われた。サンダンスでの公式プレミアや記者や業界向けスクリーニングに先立ち、本作はCBSフィルムズが200万ドルで買い取った。

### 批評家の反応
Rotten Tomatoesでは111件の批評家レビューで支持率は22%となった。Metacriticでは39媒体のレビューに基づき、加重平均値を39/100とした。